# وليام هاركنس
وليام هاركنس (بالإنجليزية: William Harkness)‏ عالم فلك من الولايات المتحدة الأمريكية. ولد يوم 17 دجنبر 1837، بمدينة إكليفيكن(en) الإسكتلندية، ابن جيمس هاركنس وجين ويلد، أبوه كان قسيساً قبل أن يهاجر مع عائلته إلى الولايات المتحدة، أدى هاركنس خدمته في الجيش وترأس عدة مهمات بحث تقنية وتجهيزية للدراسات الفلكية، توفي في مدينة جيرسي، نيويورك في 28 فبراير 1903

عن عمر يناهز 66 عاماً. 

## التعليم
درس هاركنس في كلية لافاييت(1854-56)، وتخرج من جامعة روتشستر(1858)، وقام أيضا بدراسة الطب في مدينة نيويورك، عمل كطبيب جراح في جيش الإتحاد فترة الحرب الأهلية الأمريكية من 1862 إلى 1865. وعمل أيضا مساعد في مرصد البحرية الأمريكية  ثم أدى الخدمة العسكرية على متن كل من باخرة مينتور (en) و أي إس إس مونادنوك(1865–66) لمراقبة السواحل.
أثناء كسوف غشت 1869 إكتشف هاركنس خط الشفق K 1474، بعد ثلاث سنوات تم اختياره ضمن لجنة عبور الزهرة.